# Joe Venuti
Giuseppe ('Joe') Venuti (Philadelphia, 16 september 1903 – Seattle, 14 augustus 1978) was een Italiaans-Amerikaans jazzviolist.
Hij wordt beschouwd als de eerste jazzviolist ooit en speelde voornamelijk samen met gitarist Eddie Lang, met wie hij talloze opnamen maakte. Hij heeft les gehad van de bekende klassieke violist en componist Charles Elgar, en speelde met onder meer Bing Crosby, Benny Goodman, Jack Teagarden, Gene Krupa, Bix Beiderbecke, Eddie Lang, Stéphane Grappelli en Louis Armstrong.
In de periode 1935-1943 leidde hij een bigband.
Venuti gaf een Nederlandse arrangeur, violist Eddy Noordijk, de opdracht om een hotviool-leergang die zijn naam droeg samen te stellen.

## Albums
- Stringing the Blues
- The Radio Years
- Welcome Joe
- Venupelli Blues (met Stéphane Grappelli)
- Joe Venuti in Milan

- Biblioteca Nacional de España: XX867111
- Bibliothèque nationale de France: cb13900798m (data)
- Gemeinsame Normdatei: 134546474
- International Standard Name Identifier: 0000 0001 1844 8071
- Library of Congress Control Number: n81071364
- MusicBrainz: 17a5b041-46df-43c3-8861-f8e012c3690d
- Nationale Bibliotheek van Israël: 987007290813305171
- Nederlandse Thesaurus van Auteursnamen: 07369438X
- SNAC: w6b28g0f
- Système universitaire de documentation: 145652076
- Virtual International Authority File: 39563542
- WorldCat: E39PBJjCP4x3KmhDB8G96t6Frq